# Condado de Buin Zahra
Condado de Buin-Zahra (en persa, شهرستان بوئین‌زهرا) es un condado de la provincia de Qazvin, Irán. La capital del condado es Buin-Zahra. En el censo de 2006, su población era de 153,873, en 38,377 familias. El condado se subdivide en cuatro distritos: Distrito de Ramand, Distrito de Shal, el Distrito Central, y Distrito de Dashtabi. El condado tiene cinco ciudades: Buin Zahra, Ardak, Danesfahan, Sagzabad, y Shal.[cita requerida]

## Población
La población de este condado en 2016 era de 122,994 personas. La mayoriá de la población de este condado son azeríes. Aunque una minoría de tats con una población alrededor de 30,000 también viven en las ciudades de Shal, Dansefahan y Sagzabad.

## En la cultura popular
La monografía de Yalal Al-e Ahmad: "Tat people of Block-e-Zahra" da una descripción detallada de la región.
El Buin Zahra es famoso por pistacho y cuenta con muchos jardines de pistachos. La calle principal en la capital (Buin Zahra) es la calle Vali Asr.
La Universidad de Azad de Buin Zahra también se encuentra alrededor de 10 minutos del centro de la ciudad.
Una de las atracciones turísticas en esta área es el "Pueblo Mehregan" que se encuentra en el norte de Buin Zahra, 14 minutos lejos de la Plaza de Buin Zahra.

## Terremotos
El área fue devastada por el terremoto de 1962 de Buin Zahra y otra vez por el terremoto de 2002 de Buin Zahra.